# 畑中武夫
畑中武夫（日语：／ Takeo Hatanaka，1914年1月1日—1963年11月10日），日本射电天文学家。他曾创建了野边山宇宙电波观测所 。
月球上的畑中陨石坑就是以他的名字命名的。

## 参引资料
1. ↑  Hockey, 托马斯. . 施普林格出版社 . 2009年  [2012年8月22日]. ISBN 978-0-387-31022-0.